# Porta Salaria

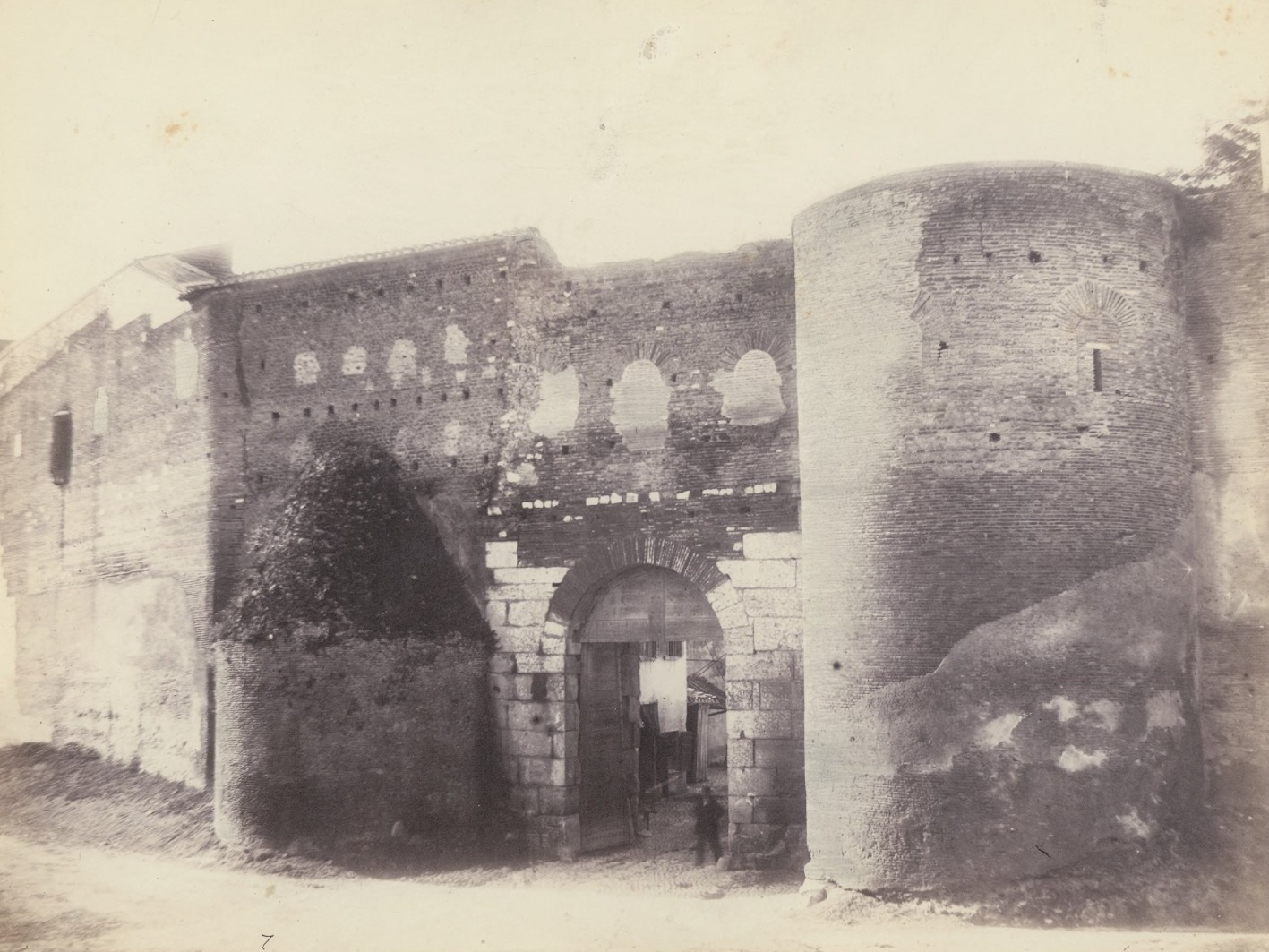
La Porta Salaria nel 1870, prima della demolizione del 1871

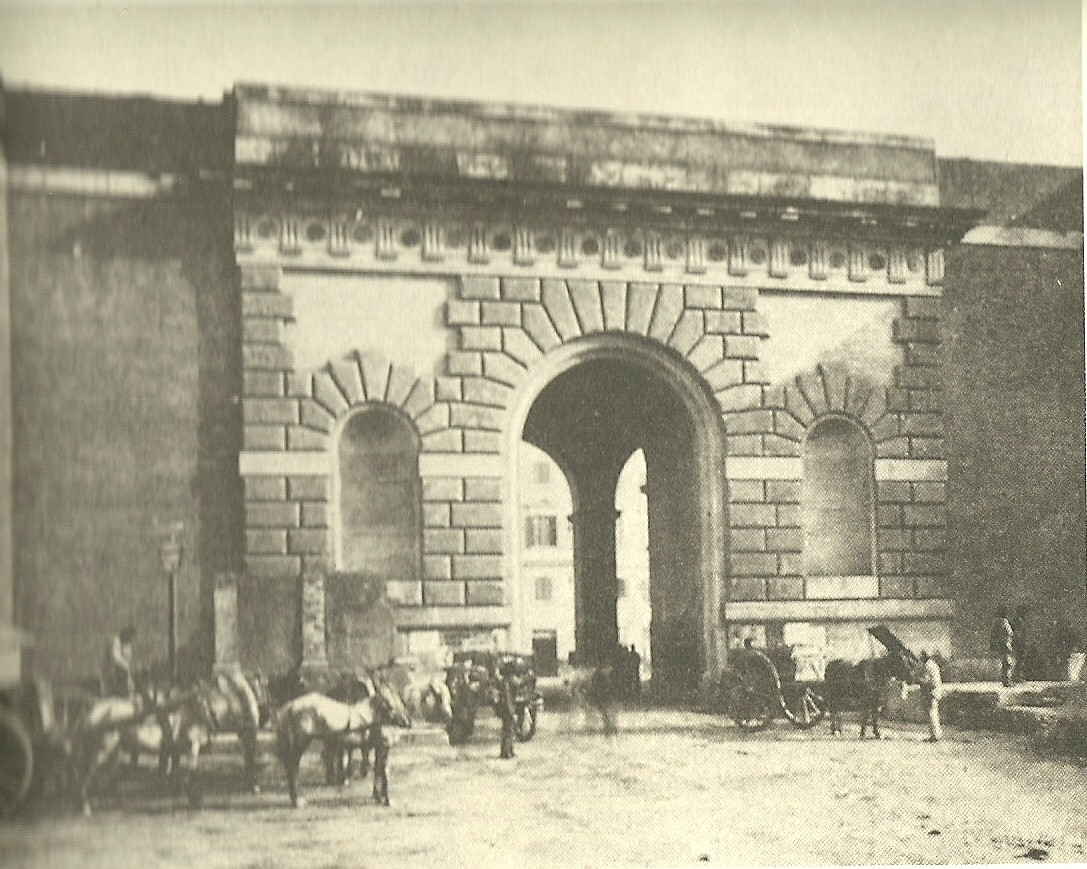
La ricostruzione di Vespignani

La Porta Salaria era una porta cittadina che consentiva alla via Salaria il passaggio attraverso le Mura aureliane. Fu demolita nel 1921 per migliorare la viabilità di Roma, con la creazione di piazza Fiume.
Sebbene sia attestato il nome di Porta Sancti Silvestri, in quanto la via Salaria porta alle Catacombe di Priscilla, ove papa Silvestro I era sepolto, a differenza di molte altre porte, la Salaria non ricevette un nome cristiano durante il Medioevo, probabilmente perché il traffico sulla via Salaria, importante arteria per il trasporto di sale, era ancora notevole, e questa caratteristica della via era ancora predominante su qualsiasi altra utilizzazione della stessa.

## Storia

### Storia antica
Inclusa nell'originario tracciato voluto dall'imperatore Aureliano (270-275), la Porta Salaria aveva lo scopo di permettere alla via Salaria nova (sul tracciato dell'attuale via Piave), proveniente dalla Porta Collina delle Mura serviane, di uscire dal circuito cittadino per congiungersi alla via Salaria vetus e proseguire verso la Sabina e, più oltre, fino a raggiungere l'Adriatico. 
Durante il regno di Onorio, all'inizio del V secolo, fu rinforzata.
Il 24 agosto 410 da questa porta entrò il re visigoto Alarico I, dando inizio a quello che passò alla storia come il Sacco di Roma. L'equivoco e dubbio atteggiamento tenuto, nella circostanza, da Onorio, non sembra privo di responsabilità nell'avvenimento, e il fatto che i battenti della porta fossero solo socchiusi, benché Alarico fosse accampato lì nei pressi, sembrerebbe accreditare i sospetti di una certa connivenza da parte dell'imperatore. Era la prima volta che dei barbari entravano in Roma, dall'epoca dell'invasione dei Galli nel IV secolo a.C.
Nel 537 il tratto di mura tra la Porta Salaria e il Castro Pretorio fu teatro dell'inutile assedio del re goto Vitige contro le truppe bizantine di Belisario asserragliate in città. In quella circostanza non fu solo il valore di Belisario a salvare Roma, ma un consistente ruolo ebbero anche gli errori tattici e l'inconsistenza militare (non certo numerica), degli assedianti.

### Storia moderna

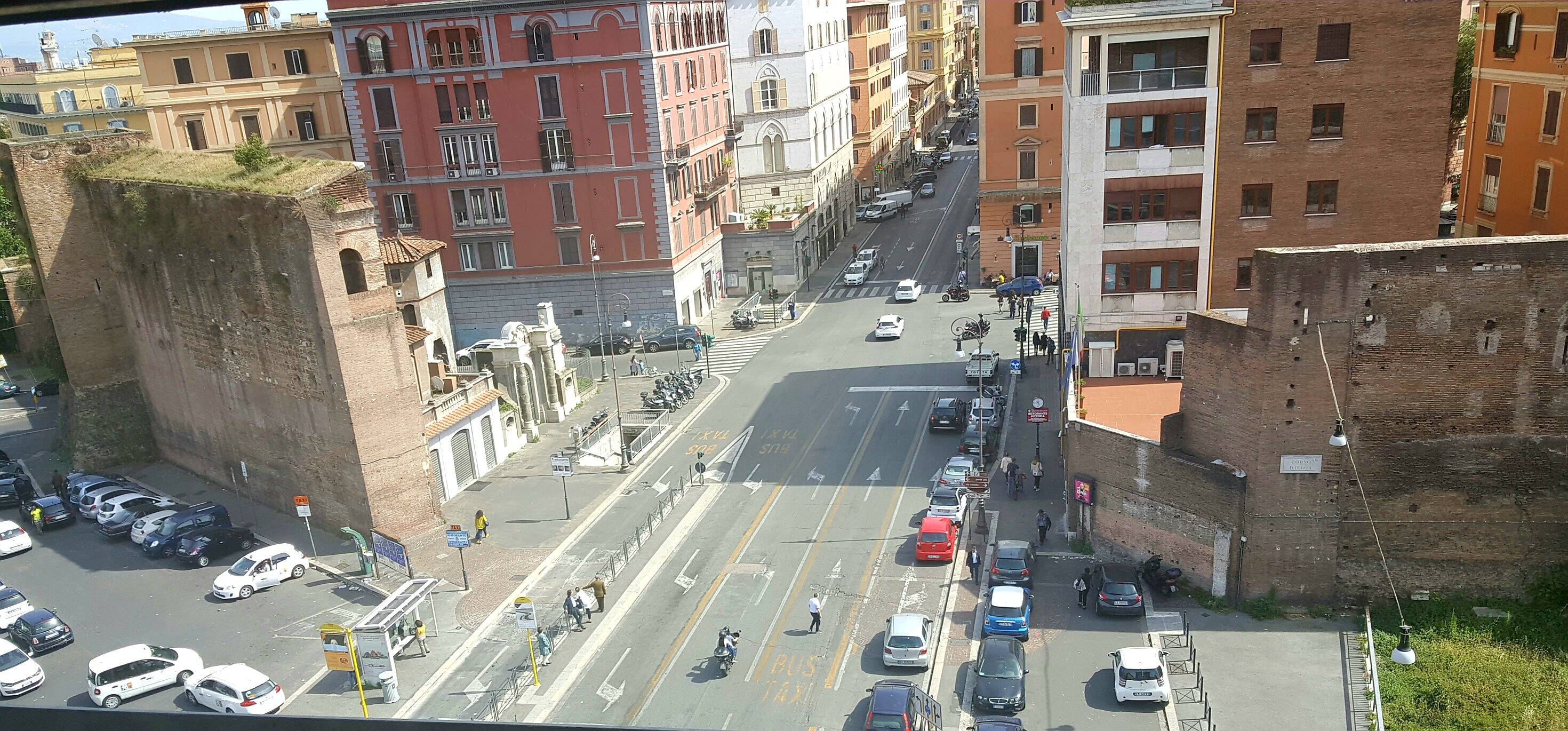
Porta Salaria vista dall'alto, nel 2016. L'asfalto sulle corsie centrali ha parzialmente ricoperto la sagoma della Porta, sul tracciato delle mura, ma ancora visibile soprattutto ai lati.

Il 20 settembre 1870 il tratto di Mura aureliane tra Porta Pia e Porta Salaria (il più debole anche perché più esposto) fu lo scenario della fine del potere temporale dei papi. Dopo cinque ore di cannoneggiamento fu possibile all'artiglieria del Regno d'Italia di aprire una breccia nelle mura, la cosiddetta "Breccia di Porta Pia". La Porta Salaria fu così danneggiata da questo attacco, che l'anno seguente venne demolita, per poi essere ricostruita nel 1873 su progetto di Virginio Vespignani. Nel 1921 fu deciso di rimuoverla definitivamente, per facilitare la viabilità, e al suo posto si apre ora piazza Fiume. Sul selciato della piazza erano state lasciate impronte visibili del tracciato della porta originaria, ma i lavori per la costruzione dei moderni sottopassaggi le hanno rese praticamente irrintracciabili.

## Descrizione

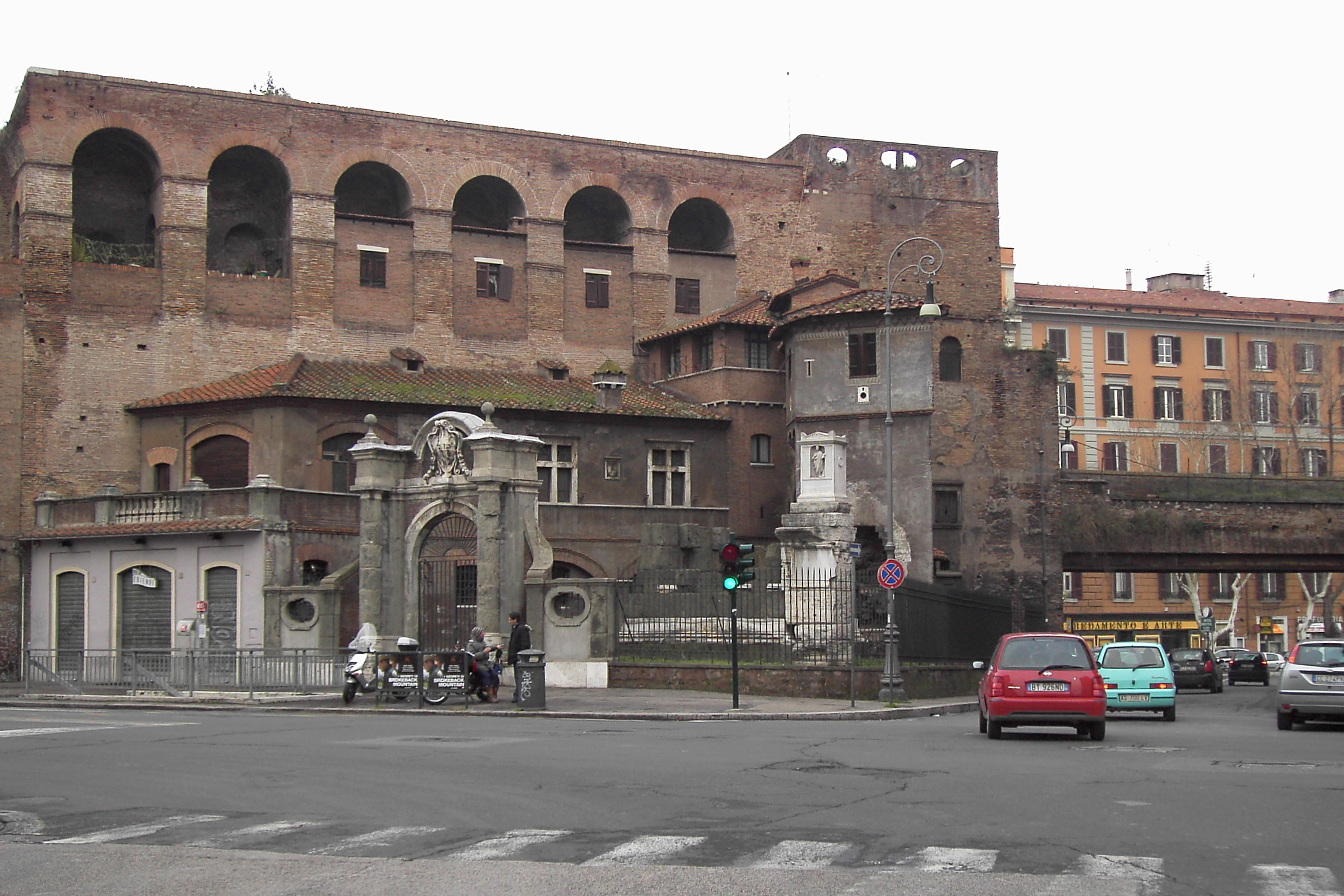
Mura e area sepolcrale a piazza Fiume

La porta era ad un solo fornice, con un arco in pietra sormontato da una cortina in mattoni, ed era affiancata da due torri semicircolari, delle quali (secondo quanto sostiene J.A. Richmond) la occidentale era probabilmente originaria di epoca Aureliana, come quella orientale di Porta Pinciana e quella occidentale di Porta Latina. Il fatto che le due torri non fossero contemporanee è forse testimoniato dalle loro diverse dimensioni: l'orientale aveva un diametro di quasi 7,60 metri, mentre l'altra raggiungeva i 9,20. Non si può escludere che anche le altezze fossero diverse. 
Come per il resto delle Mura aureliane, anche la Porta Salaria includeva costruzioni preesistenti, al duplice scopo di velocizzarne la costruzione e di rimuovere possibili punti d'appoggio per eventuali assedianti; alcune tombe del Sepolcreto Salario (tra i più vasti antichi cimiteri dei dintorni dell'Urbe) vennero infatti completamente inglobate nelle torri, con i rivestimenti in travertino spiccanti sullo sfondo della struttura in mattoni.
Nella zona interna del muro, tra le porte Pinciana e Salaria si estendevano i famosi Horti Sallustiani. La presenza degli 'Horti Sallustiani' su questo lato della porta e dell'enorme caserma dei Pretoriani sull'altro, sempre dell'epoca di Tiberio, sono probabilmente una delle cause principali dello scarso sviluppo edilizio che tutta quest'area ha conosciuto fino in tempi abbastanza recenti. 
Durante il restauro voluto dall'imperatore Onorio all'inizio del V secolo, venne rinforzato l'arco, completandolo con parti in opus mixtum, e sopra di esso vennero aperti tre finestroni ad arco. È una delle poche porte i cui restauri non hanno influito pesantemente sull'aspetto originario, ed è quindi rimasta, fino all'epoca della demolizione, praticamente quasi uguale a com'era in origine (motivo di più per dolersi dell'abbattimento).

## Sepolcreto salario

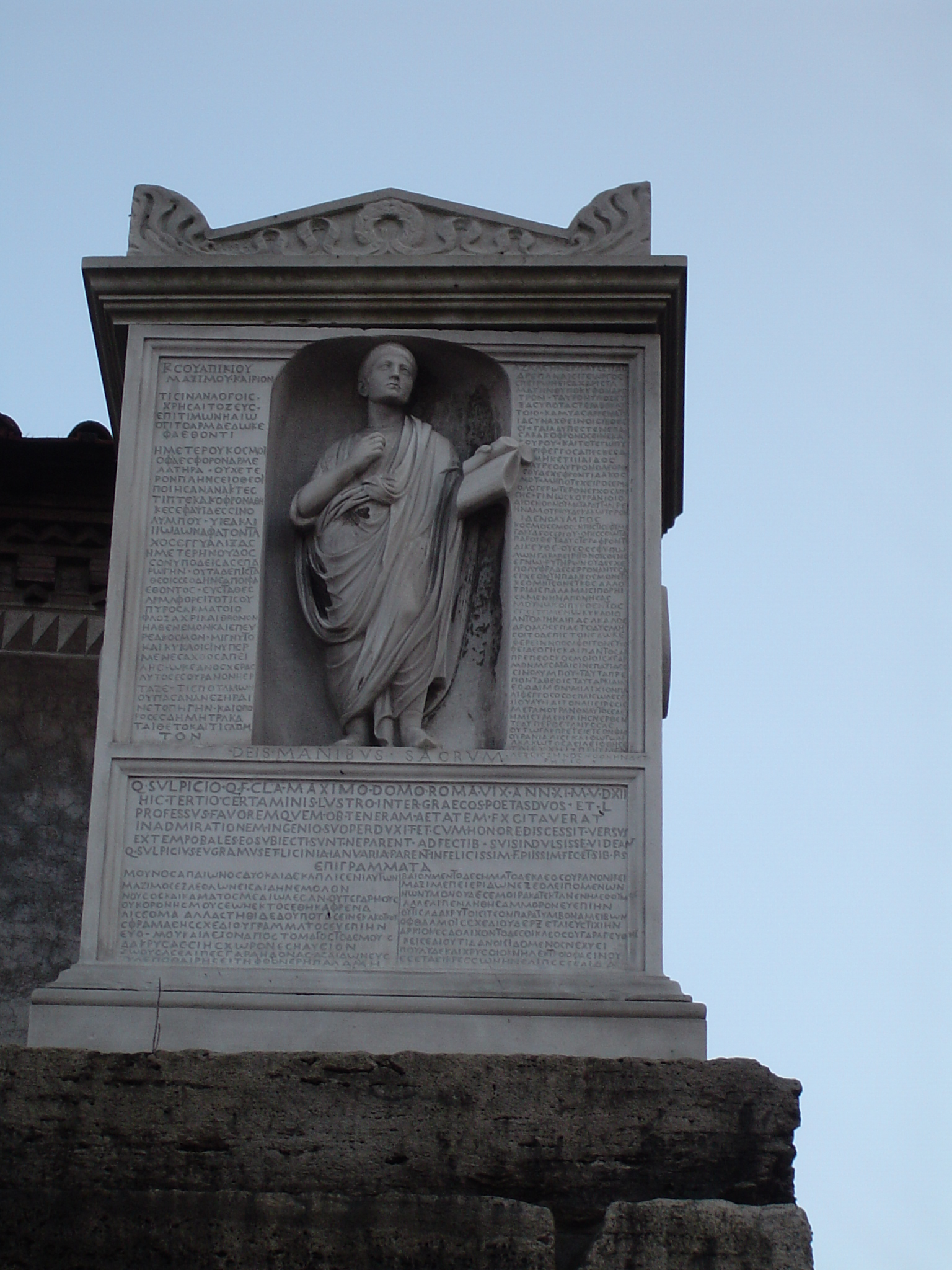
Cippo funebre di Quinto Sulpicio Massimo, ritrovato inglobato nella torre occidentale della Porta Salaria

Con la demolizione vennero alla luce alcuni monumenti funebri del sepolcreto salario, prima non noti poiché erano stati inglobati dalla struttura. Sotto la torre orientale venne ritrovato il sepolcro di Quinto Sulpicio Massimo, un ragazzo morto a undici anni, che aveva ricevuto una corona al merito nella terza edizione del Certamen capitolino in lingua greca del 94, mentre sul lato occidentale esterno delle mura sono preservati altri resti di alcune tombe del I secolo a.C., ritrovate sotto la vicina torre; tra queste, la tomba circolare di Cornelia L. Scipionis f. Vatieni (Cornelia, figlia di Lucio Scipione, moglie di Vatieno).

## Latrina

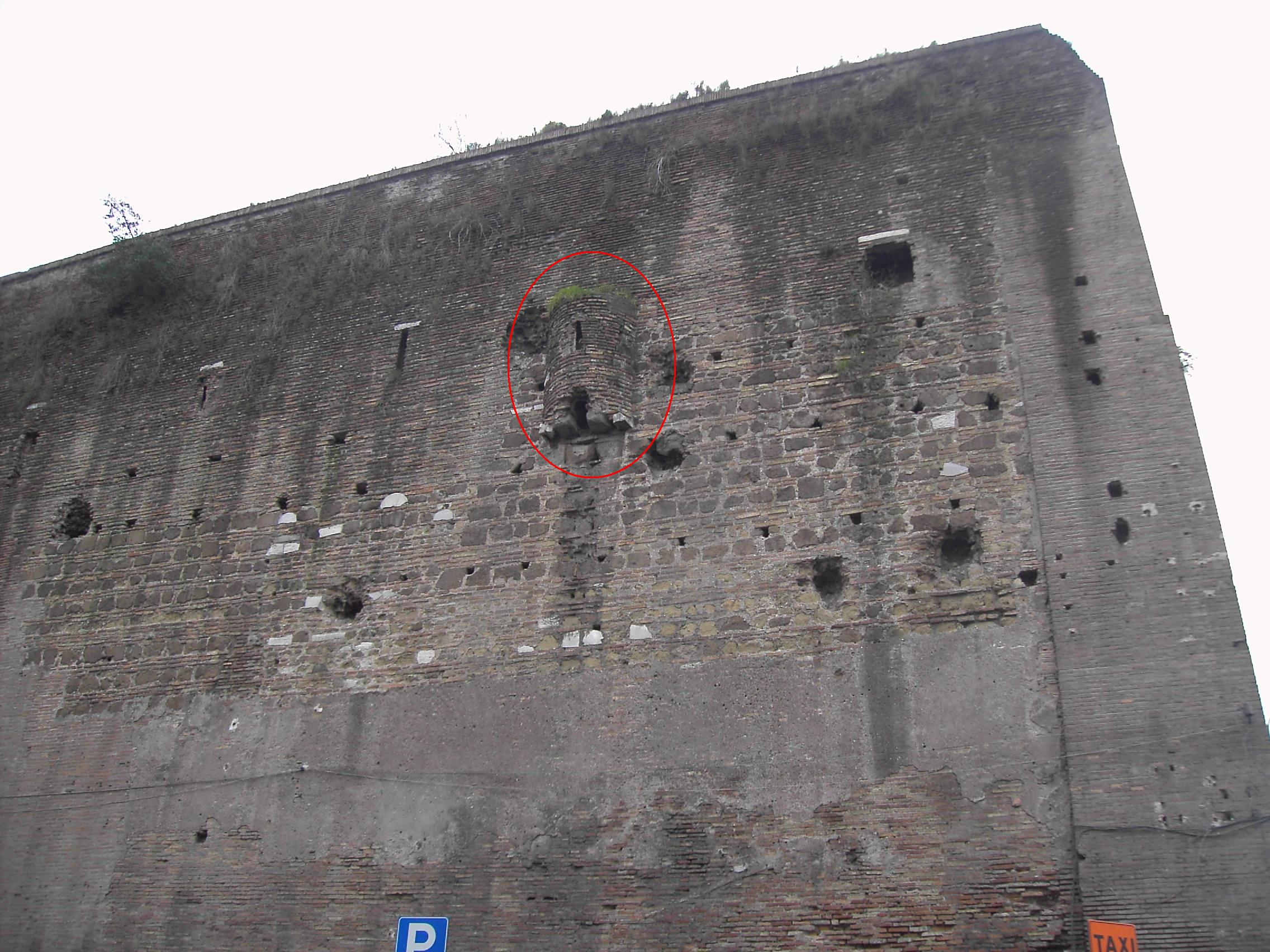
Resti di una latrina nelle mura aureliane, presso piazza Fiume

Il tratto di mura occidentale ospita, ottimamente conservata, l'unica latrina sospesa preservata delle 260 presenti nelle mura, costituita da una sporgenza semicilindrica poggiante su due mensole di travertino.

## Dogana
Nei pressi della porta venne rinvenuta una delle pietre daziarie, sistemate nel 175 e scoperte in tempi differenti nelle vicinanze di alcune porte importanti (ne sono state trovate solo altre due,  vicino alla Porta Asinaria ed alla Flaminia; erano poste ad individuare una sorta di confine amministrativo, dove si trovavano gli uffici di dogana.
Già dal V secolo e almeno fino al XV, è attestato come prassi normale l'istituto della concessione in appalto o della vendita a privati delle porte cittadine e della riscossione del pedaggio per il relativo transito. In un documento del 1467 è riportato un bando che specifica le modalità di vendita all'asta delle porte cittadine per un periodo di un anno. Al prezzo di 79 fiorini currenti e bolognini 10 un certo conte de Stefano Maccaroni si aggiudicò, nel 1474, con un unico lotto, la Porta Pinciana e la Salaria: si trattava di un prezzo abbastanza alto, e alto doveva quindi essere anche il traffico cittadino per quei passaggi, per poter assicurare un congruo guadagno al compratore. Guadagno che era regolamentato da precise tabelle che riguardavano la tariffa di ogni tipo di merce, ma che era abbondantemente arrotondato da abusi di vario genere, a giudicare dalla quantità di gride, editti e minacce che venivano emessi.